# Ceratozamia robusta
Ceratozamia robusta — вид голонасінних рослин класу саговникоподібні (Cycadopsida).
Етимологія: лат. robusta — «великий».

## Опис
Від середнього до великого розміру; в природі розвиває стовбур до 2 м у висоту і 30 см в поперечнику. Молоде листя блідо-зелене. Зрілих листків від восьми до тридцяти на одній рослині, 1,5–3 м в довжину, світло-зелені, гладкі, голі; Черешок 20–60 см завдовжки, шерстистий біля основи, з численними, товстими колючками; фрагментів листків 100—200 на кожному листку, їх розмір 20–30 см × 2–5 см, вони від лінійно-ланцетних до ланцетних, серпоподібні, світло-зелений зверху, знизу більш бліді. Чоловічі шишки 30–50 см × 10–14 см, циліндричні, сіро-коричневі; плодоніжка довжиною близько 10 см, пухнаста. Жіночі шишки 30–50 см × 10–14 см, циліндричні, сірі; плодоніжка довжиною близько 15 см, пухнаста. Насіння близько 2,5 см × 2 см, яйцеподібне, гладке; саркотеста біла, старіючи стає коричневою.

## Поширення, екологія
Країни поширення: Беліз; Гватемала; Мексика (Чьяпас, Оахака, Веракрус). Рослини зростають як підлісок у вічнозелених вологих, тропічних лісах зазвичай у вапнякових районах на крутих схилах і скелях.

## Використання
Вирощується як декоративна.

## Загрози та охорона
Загрозою є руйнування середовища проживання через очищення і спалення. Рослини зустрічаються в англ. Sierra de Santa Martha Biosphere Reserve.